# Kijevo (Kroatië)
Kijevo (Italiaans: Chievo) is een gemeente in de Kroatische provincie Šibenik-Knin.
Kijevo telt 533 inwoners. De oppervlakte bedraagt 74,37 km², de bevolkingsdichtheid is 7,2 inwoners per km².

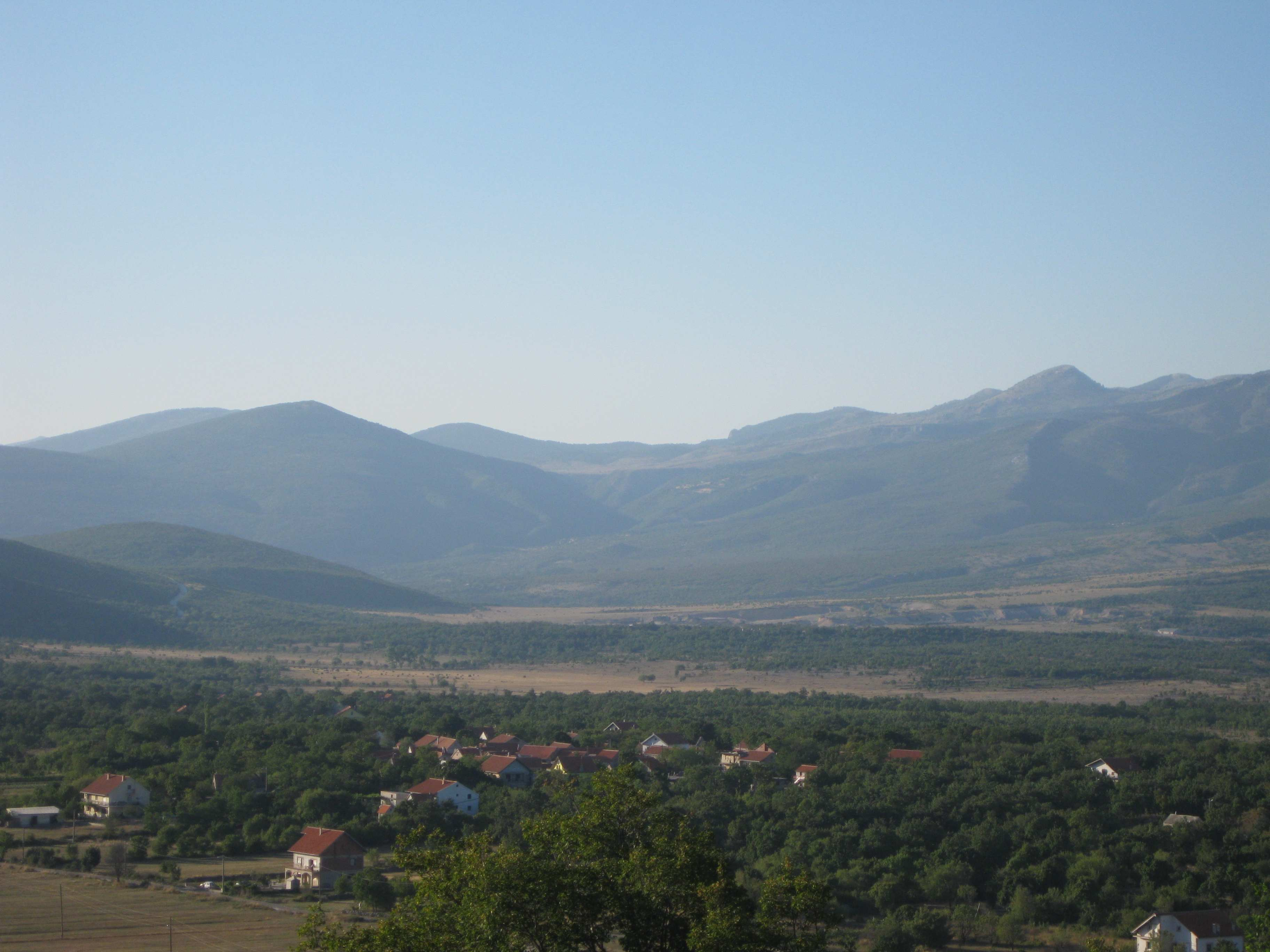
Kijevo
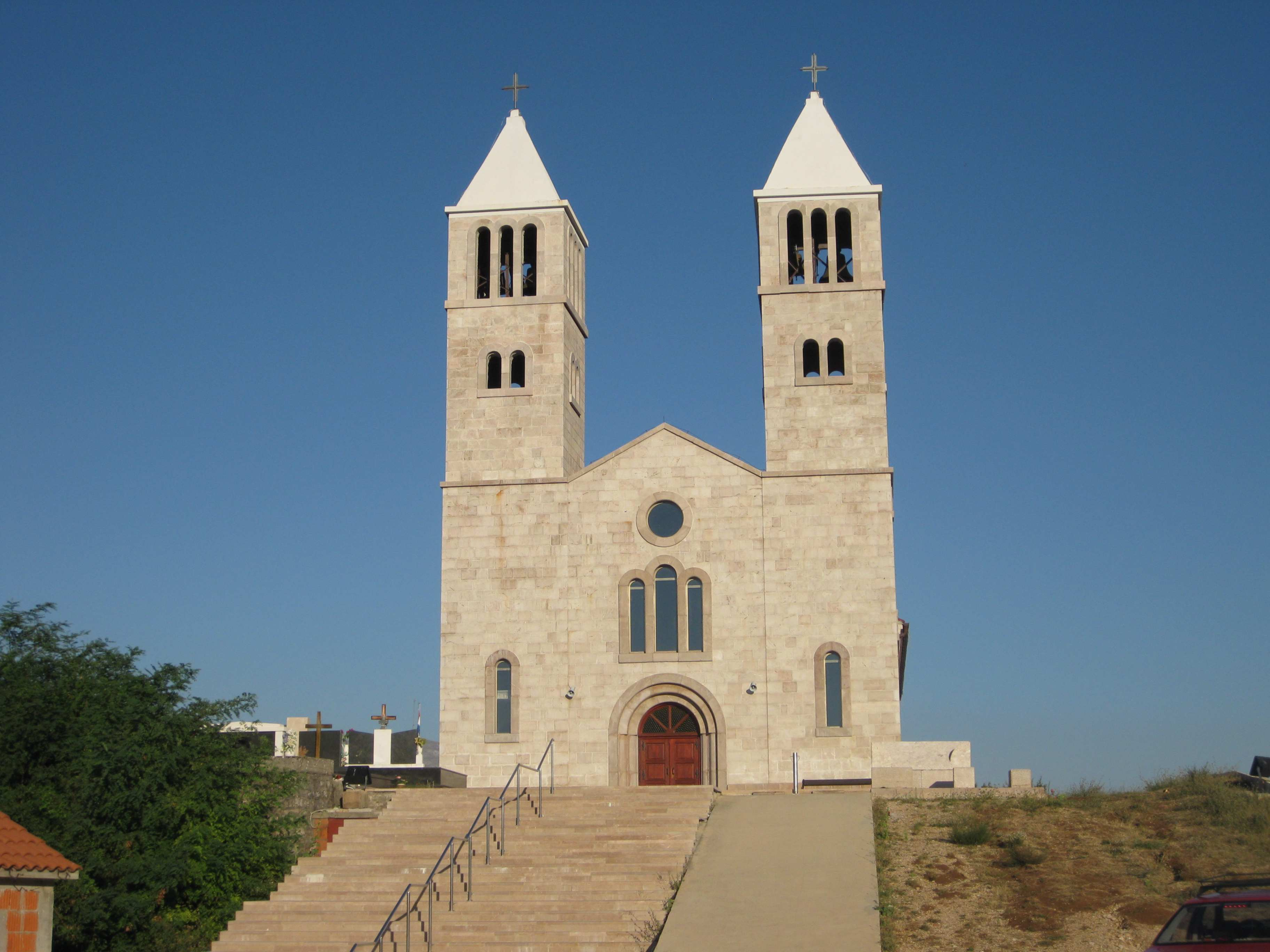
Kerk van St Mihovila, Kijevo

Steden (gradovi): Šibenik · Drniš · Knin · Skradin · Vodice

Gemeenten (općine): Bilice · Biskupija · Civljane · Ervenik · Kijevo · Kistanje · Murter-Kornati · Pirovac · Primošten · Promina · Rogoznica · Ružić · Tisno · Tribunj · Unešić